# El infierno (película de 2010)
El infierno es una película mexicana de 2010 escrita, producida y dirigida por Luis Estrada, protagonizada por Damián Alcázar, Joaquín Cosío, Ernesto Gómez Cruz, María Rojo, Elizabeth Cervantes y Daniel Giménez Cacho. 
La cinta relata la problemática del crimen organizado en México, construyendo una crítica negativa hacia el gobierno de Felipe Calderón Hinojosa, presidente mexicano en turno durante el estreno de la película, así como a las condiciones sociales que ocasionó la Guerra contra el narcotráfico durante su gobierno.
Se estrenó poco antes de las celebraciones del bicentenario de la Independencia de México. Fue la película con mayores nominaciones y galardones en la entrega de los Premios Ariel 2011 y fue nominada a los Premios Goya como Mejor película iberoamericana.

## Argumento
La historia comienza cuando Benjamín García (Damián Alcázar), conocido como "El Benny", se despide de su madre (Angelina Peláez) y de su hermano menor para migrar a los Estados Unidos. 20 años después es deportado a México y ahí se encuentra con un panorama desolador: la crisis económica y una ola de violencia azotan el país, producto de la guerra contra las drogas.                     
Su madre y su padrino Don Rogaciano (Salvador Sánchez) le informan que su hermano menor fue asesinado en extrañas circunstancias dejando una esposa y un hijo; y pronto El Benny los conoce y se siente atraído por su cuñada Guadalupe Solís (Elizabeth Cervantes), entonces hace una promesa frente a la tumba de su hermano de ayudarla a ella y a su sobrino. Tiempo después, se reencuentra con Eufemio "El Cochiloco" Mata (Joaquín Cosío), su amigo de la infancia, que se ha convertido en narcotraficante y platicando de ello, se entera de que su hermano trabajó junto a él siendo miembros del cártel "Los Reyes del Norte" y fue conocido como Pedro "El Diablo" García (Tenoch Huerta), pero que fue asesinado por el cártel contrario "Los Panchos". 
Días después, El Benny, ya en una relación sentimental con su ex cuñada ahora amante, se encuentra en problemas al saber que su sobrino esta arrestado por robo y sólo será liberado a cambio de un soborno de $50.000, así es como El Benny pide ayuda a El Cochiloco y acepta unirse al crimen organizado. Es presentado ante el jefe del cártel: Don José Reyes (Ernesto Gómez Cruz) y su hijo Jesús "El J.R." Reyes (Mauricio Isaac), estos lo aceptan no sin antes recordarle las reglas básicas: honestidad, lealtad y silencio absoluto. El Benny parece contento, pero al presenciar y ser testigo de la tortura y muerte de "La Cucaracha" (Silverio Palacios), quien había dado información del cártel a la policía federal, empieza a dudar ante los horrores que tiene que cometer. Sin embargo, es convencido por Guadalupe de permanecer en el crimen, excusando que se acostumbraran a todo menos a no comer. 
Después de esto, comienza a adaptarse y progresar en el mundo del crimen, pero pronto vuelven los problemas: el cartel contrario se ha vuelto más fuerte y comienza una disputa mucho mayor, es por ello que Los Reyes contratan a exmilitares (soldados desertores de una unidad de élite del Ejército Mexicano) como nuevos miembros en la organización y ahora El J.R., los ayudará en sus labores, entonces los divide en tres grupos y les asigna misiones separadas. 
Durante la misión junto con su compañero conocido como "El Sargento" (Dagoberto Gama), El Benny recibe una llamada de emergencia de El Cochiloco que se encuentra en problemas, ya que habían sido atacados por culpa de un aviso anónimo al cartel contrario, El J.R. fue abatido por sorpresa debido a que se encontraba teniendo relaciones sexuales con dos de sus compañeros; como probablemente El J.R. ocultaba su homosexualidad a su padre, El Cochiloco decidió guardar el secreto mintiéndole a Don José sobre la muerte de El J.R., lo que provoca que este dude sobre la lealtad de su subordinado. A la mañana siguiente, en el funeral, Don José mira con desprecio y rencor al Cochiloco, a quien cree culpable de la muerte de su hijo, ordena a El Sargento que logre asesinar al hijo primogénito de El Cochiloco, este invadido en furia sale en busca de venganza contra Don José, pero muere fuera de escena en el intento.
Después de todos estos acontecimientos, Don José ofrece a sus miembros restantes una jugosa recompensa por la muerte de su hermano Don Francisco "Pancho" Reyes (Ernesto Gómez Cruz), sus sobrinos Los Panchos y también la muerte del soplón que les dio el aviso del paradero de su hijo. Estos llevan a cabo su misión, asesinan a todos y descubren que el soplón es un joven del mismo pueblo conocido como Benjamín "El Diablito" García (Kristyan Ferrer), quien resulta ser el mismo sobrino de El Benny, al que los miembros dicen desconocer. Ante esta revelación, molesto y nervioso, cuestiona al joven del por qué de sus acciones, este en llanto, le revela que lo hizo porque descubrió que fueron Los Reyes quienes mataron a su padre y le muestra la cadena de oro que siempre portaba, la cual le regaló El Benny cuando partió a los Estados Unidos y que en su muerte ya no la tenía.
El Benny, envuelto en más dudas, sale en busca de la verdad e interroga a su colega "El Huasteco" (Jorge Zárate) y a punta de pistola, éste le revela la verdad: en efecto, Don José lo asesinó brutalmente castrándolo (tal como lo hizo con La Cucaracha en vez de haberle cortado la lengua), porque su hermano cometió adulterio acostándose con María "Mary" Reyes (María Rojo), la esposa de Don José. Entre risa y enojo, El Benny se da cuenta de que sus compañeros sí conocen a su sobrino y que era cuestión de tiempo para que supieran de su participación en el ataque. El Benny amordaza al Huasteco y regresa para poner a salvo a su sobrino y sacarlo del país. Al final lo logra, pero en el camino de regreso, El Benny recibe la llamada de Guadalupe, alertándolo de que Los Reyes ya saben lo que está sucediendo, éste le pide que abandone el pueblo mientras intenta librarse del peligro. Entonces, El Benny acude a la policía federal para dar su testimonio contra Don José a cambio de protección, pero tarde se da cuenta de que también ellos están coludidos con Los Reyes. Después de ser torturado, intenta salvarse de ser entregado a Don José, sobornando a dos agentes federales para que lo dejen escapar, ofreciéndoles dinero y drogas.
Al llegar a la tumba de su hermano, El Benny les muestra a los agentes donde están el dinero y las drogas, los cuales estaban ocultos en un pequeño compartimiento en frente de la tumba, pero justo cuando están sacando ambos, El Benny saca del mismo lugar una pistola para disparar a los agentes, pero uno de ellos responde y dispara a El Benny, por lo cual lo dan por muerto y lo entierran en una fosa al lado de la tumba, sabiendo que Don José les había ordenado traer a El Benny con vida para ajustar cuentas.
A la mañana siguiente, El Benny se levanta y sale de la fosa, solo para regresar y descubrir que Guadalupe ha sido asesinada por Los Reyes. Malherido y decaído, se aleja para recuperarse lentamente. Meses después, Don José se convierte en el presidente municipal del pueblo, así que El Benny se dispone a terminar con Los Reyes mientras dan el grito en la fiesta del bicentenario de la Independencia de México, con una AK-47 los elimina a todos, poniendo fin al cártel.
En una escena extendida disponible solo en la edición de DVD y Blu-ray, se muestra a El Benny ante las tumbas de Guadalupe y su hermano, se despide de ellos y les dice que se va a Arizona para formar una nueva vida con su sobrino. Antes de marcharse, llega hasta él un joven desconocido para pedirle un cigarrillo, después de unas palabras le revela que es nieto de Don Francisco y acto seguido, saca una pistola y acribilla a El Benny.
En la escena final, se muestra a El Diablito frente a las tres tumbas, se persigna alegremente y se aleja en su camioneta para después llegar hasta un almacén de droga y matar al nieto de Don Francisco; como venganza de la muerte de su tío y anteriormente, su padre.

## Reparto
- Damián Alcázar - Benjamín García "El Benny".
- Joaquín Cosío - Eufemio Mata "El Cochiloco".
- Ernesto Gómez Cruz - Don José Reyes / Don Francisco "Pancho" Reyes.
- María Rojo - Doña María "Mary" Reyes.
- Elizabeth Cervantes - Guadalupe "La Lupe" Solís (La Cuñada).
- Daniel Giménez Cacho - Capitán Ramírez.
- Jorge Zárate - "El Huasteco".
- Alfonso Figueroa - "La Muñeca".
- Mario Almada - "El Texano".
- Salvador Sánchez - Don Rogaciano García (padrino de Benny).
- Angelina Peláez - Mamá García.
- Kristyan Ferrer - Benjamín García Solís "El Diablito".
- Dagoberto Gama - "El Sargento".
- Noé Hernández - "El Sardo".
- Mauricio Isaac - Jesús Reyes "El J.R."
- Alejandro Calva - Comandante Mancera (Jefe de policía).
- José Sefami - Don Camilo.
- Emilio Guerrero - Alcalde Félix.
- Silverio Palacios - "La Cucaracha" / Pánfilo.
- Isela Vega - Doña Rosaura.
- Tony Dalton - El Traficante Gringo.
- Carlos Cobos - "Don Eme" (Encargado del motel).
- José Concepción Macías - El Cura.
- Tenoch Huerta - Pedro García "El Diablo".
- Daniel Martínez - Oficial Mendoza.
- Hector Kotsifakis - Oficial Amaya.
- Álex Perea - "Pancho Chico".
- Héctor Jiménez - "Pancho Pistolas".
- Gerardo Taracena - "Pancho Zopilote".
- Gabino Rodríguez - "Pancho Pantera".
- Andrés Márquez - "El Cholo".
- Flor Edwarda Gurrola - Gloria.
- Zaide Silvia Gutiérrez - Señora Halcona.
- Fermin Martínez - Agente Federal #1.
- Ariel Galván - Agente Federal #2.

## Producción
La película se rodó entre el 7 de noviembre y el 19 de diciembre de 2009, principalmente en San Luis Potosí y en la Ciudad de México, Matehuala y unas escenas en Nueva Rosita, Coahuila, y Sabinas, Coahuila al igual que en Salinas, San Luis Potosí.

## Estreno
La cinta se estrenó el 3 de septiembre de 2010.

## Premios
Premios Ariel 2011
| Categoría                   | Nominado                           | Resultado |
| --------------------------- | ---------------------------------- | --------- |
| Mejor Película              | Bandidos Films                     | Ganador   |
| Mejor Dirección             | Luis Estrada                       | Ganador   |
| Mejor Actor                 | Damián Alcázar                     | Ganador   |
| Mejor Coactuación Masculina | Joaquín Cosío                      | Ganador   |
| Mejor Coactuación Masculina | Ernesto Gómez Cruz                 | Nominado  |
| Mejor Coactuación Femenina  | María Rojo                         | Nominada  |
| Mejor Guion                 | Luis Estrada, Jaime Sampietro      | Nominados |
| Mejor Fotografía            | Damián García                      | Nominado  |
| Mejor Edición               | Mariana Rodríguez                  | Ganadora  |
| Mejor Sonido                | Pablo Lach, Santiago Núñez         | Ganadores |
| Mejor Diseño de Arte        | Salvador Parra, María José Pizarro | Ganadores |
| Mejor Vestuario             | Mariestela Fernández               | Nominada  |
| Mejor Maquillaje            | Roberto Ortiz                      | Ganador   |
| Mejores Efectos Especiales  | Alejandro Vázquez                  | Ganador   |

## Éxito comercial
El infierno fue la más taquillera de las cintas producidas a propósito del Bicentenario de la Independencia de México, a pesar de tener una clasificación C (solo adultos). La película se mantuvo alrededor de 12 semanas en cartelera, el acumulado de espectadores sumó 2,068,095 personas y recaudó 82,984,326 pesos, según cifras proporcionadas por la empresa CineTC.